# Постаја
Постаја (словен. Postaja, итал. Santa Lucia Stazione) је насељено место у општини Толмин, Горишка регија, Словенија.

## Историја
До територијалне реорганизације у Словенији била је у саставу старе општине Толмин.

## Становништво
У попису становништва из 2011. године, Станица је имала 115 становника.
| Број становника према пописима | Број становника према пописима | Број становника према пописима |
| ------------------------------ | ------------------------------ | ------------------------------ |
| 1991                           | 2002                           | 2011                           |
| 131                            | 122                            | 115                            |